# سیاه‌کاری
سیاه‌کاری، (به انگلیسی: Black oxide or blackening) یک نوع پوشش‌دهی تبدیلی برای مواد آهنی، فولاد ضدزنگ، مس و آلیاژهای مبتنی بر مس، روی، فلزات پودری و لحیم نقره است. برای افزودن مقاومت در برابر خوردگی خفیف، برای ظاهر، و به حداقل رساندن انعکاس نور استفاده می‌شود. برای دستیابی به حداکثر مقاومت در برابر خوردگی، اکسید سیاه برای اعمال روی فلز باید با روغن یا موم آغشته شود یکی از مزیت‌های آن نسبت به سایر پوشش‌ها، تجمع کم آن است.

## انواع
اکسید سیاه استاندارد مگنتیت (Fe3O4) است که از نظر مکانیکی روی سطح کار پایدارتر است و نسبت به اکسید قرمز (زنگ) Fe2O3 محافظت در برابر خوردگی بهتری دارد. رویکردهای صنعتی مدرن برای تشکیل اکسید سیاه شامل فرآیندهای دمای گرم و متوسط است که در زیر توضیح داده شده است. روش‌های سنتی مانند در مقاله زاج‌کاری توضیح داده شده است. این روش روش قدیمی بوده و همچنین برای کسانی که علاقمند به تشکیل اکسید سیاه با تجهیزات کم و بدون مواد شیمیایی سمی هستند مفید است.
- سیاه‌کاری گرم
- سیاه‌کاری دما متوسط
- سیاه‌کاری سرد